# 1991 في اليابان
فيما يلي قوائم الأحداث التي وقعت خلال عام 1991 في اليابان.

## سياسة

### تعيين في المنصب
- 5 نوفمبر – تسوتومو هاتا وزير المالية.
- 5 نوفمبر – كييتشي ميازاوا رئيس وزراء اليابان.

### انتهاء فترة المنصب
- 5 نوفمبر – توشيكي كايفو رئيس وزراء اليابان.

## رياضة
- 1 يناير – كأس آسيا لكرة القدم للسيدات 1991
- 20 أكتوبر – جائزة اليابان الكبرى 1991 الفائز غيرهارد بيرغر.

## أفلام
من الأفلام التي صدرت هذه السنة في اليابان:
- 1 يناير – الغداء العاري من إخراج ديفد كروننبرغ.
- 1 يناير – دراغون بول زد :سوپر سايان سون غوكو من إخراج ميتسو هاشيموتو [الإنجليزية]‏.
- 1 يناير – نقطة فاصلة من إخراج كاثرين بيغلو.

## برامج ومسلسلات وأنمي
- وادي الأمان

## كتب
من الكتب التي صدرت هذه السنة في اليابان:
- 1 يناير – رينغ من تأليف كوجي سوزوكي.

## مواليد

### يناير
- 2 يناير – يوكي هوندا لاعب كرة قدم ياباني.
- 10 يناير – توموهيرو تاناكا لاعب كرة قدم ياباني.
- 13 يناير – كوداي فوجي لاعبة كرة قدم يابانية.
- 16 يناير – ميتسونوري موساكا لاعب كرة قدم ياباني.
- 19 يناير – ماسافومي مياغي لاعب كرة قدم ياباني.
- 28 يناير – ريوتا ناكامورا لاعب كرة قدم ياباني.
- 30 يناير – إيبوكإ فوجيتا لاعب كرة قدم ياباني.
- 30 يناير – ريوتارو إيو لاعب كرة قدم ياباني.

### فبراير
- 2 فبراير – ماساهيرو كانيكو لاعب كرة قدم ياباني.
- 14 فبراير – غوكي توموزاوا لاعب كرة قدم ياباني.
- 16 فبراير – ايساو تانيجوتشي لاعب كرة قدم ياباني.
- 19 فبراير – اكي ساساكي لاعب كرة قدم ياباني.
- 26 فبراير – تاكاهيرو تانيأو لاعب كرة قدم ياباني.
- 27 فبراير – هيروشي إيبوسوكي لاعب كرة قدم ياباني.

### مارس
- 1 مارس – كايا أوكونو مؤدّية صوت يابانية.
- 2 مارس – مينوري ساتو لاعب كرة قدم ياباني.
- 8 مارس – ريو تاكيوتشي لاعب كرة قدم ياباني.
- 8 مارس – يويتشيرو أوميهارا مؤدّي صوت ياباني.
- 11 مارس – ريوتا واتانابي لاعب كرة قدم ياباني.
- 12 مارس – تاكاهيكو سوميدا لاعب كرة قدم ياباني.
- 13 مارس – يوكي ميازاوا لاعب كرة قدم ياباني.
- 16 مارس – تاإيشي تاجوشي لاعب كرة قدم ياباني.
- 16 مارس – ريوتا إيسمورا لاعب كرة قدم ياباني.
- 18 مارس – ستسوؤو إيتو
- 18 مارس – كوتارو ياماكوشي لاعب كرة قدم ياباني.
- 19 مارس – ريوسوكي هيساتومي لاعب كرة قدم ياباني.
- 20 مارس – كوكي كييوتاكه لاعب كرة قدم ياباني.
- 27 مارس – ماساكي تاناكا لاعب كرة قدم ياباني.
- 30 مارس – ميكوي ساساكي

### أبريل
- 2 أبريل – أساهي يادا لاعب كرة قدم ياباني.
- 2 أبريل – جونيا أوساكي لاعب كرة قدم ياباني.
- 4 أبريل – كوهي هاتوري لاعب كرة قدم ياباني.
- 6 أبريل – كيسوكي كورويوجي لاعب كرة قدم ياباني.
- 8 أبريل – ريو كوبتا لاعب كرة قدم ياباني.
- 11 أبريل – أسوكا كيشي
- 11 أبريل – ايرينا مانو
- 11 أبريل – تاكوتو هاشيموتو لاعب كرة قدم ياباني.
- 11 أبريل – نوريماسا ناكانيشي لاعب كرة قدم ياباني.
- 11 أبريل – يوتو ناكاياما لاعب كرة قدم ياباني.
- 12 أبريل – دايسوكي كيكوتشي لاعب كرة قدم ياباني.
- 12 أبريل – ريوتا موريأوكا لاعب كرة قدم ياباني.
- 12 أبريل – كانتا إينوي لاعب كرة قدم ياباني.
- 15 أبريل – كينتارو شيجيماتسو لاعب كرة قدم ياباني.
- 16 أبريل – يوتو ميساو لاعب كرة قدم ياباني.
- 17 أبريل – تانغو ميورا لاعب كرة قدم ياباني.
- 17 أبريل – ناوكي نومورا لاعب كرة قدم ياباني.
- 18 أبريل – ماساتاكا كاني لاعب كرة قدم ياباني.
- 20 أبريل – يوكي نوغامي لاعب كرة قدم ياباني.
- 22 أبريل – سوما سايتو
- 22 أبريل – كييتشي توموري لاعب كرة قدم ياباني.
- 23 أبريل – كينتارو كاكو لاعب كرة قدم ياباني.
- 23 أبريل – يوسوكي ماتسودا لاعب كرة قدم ياباني.
- 25 أبريل – شوغو تاماشيرو لاعب كرة قدم ياباني.
- 25 أبريل – يوكي فوك لاعب كرة قدم ياباني.
- 26 أبريل – رشيوني أوتشيدا لاعب كرة قدم ياباني.
- 27 أبريل – كييتارو كوغا لاعب كرة قدم ياباني.
- 29 أبريل – ميساكي دوي لاعبة كرة مضرب يابانية.
- 30 أبريل – غورو كاوانامي لاعب كرة قدم ياباني.

### مايو
- 1 مايو – أتومو ناباتا لاعب كرة قدم ياباني.
- 3 مايو – جونتو ماتسوشيتا لاعب كرة قدم ياباني.
- 7 مايو – ماسارو كاتو لاعب كرة قدم ياباني.
- 9 مايو – شينوسكي ساتو لاعب كرة قدم ياباني.
- 9 مايو – غينكي هاراغوتشي لاعب كرة قدم ياباني.
- 11 مايو – شوتا كوباياشي لاعب كرة قدم ياباني.
- 12 مايو – كينتا أويشي لاعب كرة قدم ياباني.
- 15 مايو – موساشي أوكوياما لاعب كرة قدم ياباني.
- 18 مايو – مينامي يوانو درّاجة طريق يابانية.
- 20 مايو – تسوباسا تاكيوتشي لاعب كرة قدم ياباني.
- 20 مايو – هيساو ميتا لاعب كرة قدم ياباني.
- 21 مايو – يوهي ماروموتو لاعب كرة قدم ياباني.
- 23 مايو – ريو ناغاي لاعب كرة قدم ياباني.
- 23 مايو – هيرويوكي فوروتا لاعب كرة قدم ياباني.
- 24 مايو – موموكا نيشينا
- 25 مايو – توشيوكي تاكاجي لاعب كرة قدم ياباني.
- 25 مايو – هيروكي تاناكا لاعب كرة قدم ياباني.
- 25 مايو – يوتا فوجي لاعب كرة قدم ياباني.
- 26 مايو – تاكاشي ساواد لاعب كرة قدم ياباني.
- 26 مايو – تاكومي آبي لاعب كرة قدم ياباني.
- 27 مايو – تاكيشي أوكاموتو لاعب كرة قدم ياباني.
- 28 مايو – كوشي مايدا لاعب كرة قدم ياباني.
- 29 مايو – دايكي ماتسوموتو لاعب كرة قدم ياباني.
- 29 مايو – ساوري هايامي
- 30 مايو – أكمي بردى لاعب كرة قدم ياباني.
- 30 مايو – تاكاو إيشيكاوا لاعب كرة قدم ياباني.

### يونيو
- 1 يونيو – تاكويا ساساغاكي لاعب كرة قدم ياباني.
- 11 يونيو – رامو توكاشيكي لاعبة كرة سلة يابانية.
- 12 يونيو – كينيتشيرو هيراتا لاعب كرة قدم ياباني.
- 15 يونيو – رينا تاكيدا
- 17 يونيو – هاياتو ميتشييوي لاعب كرة قدم ياباني.
- 19 يونيو – تاكاهيرو نوغوتشي لاعب كرة قدم ياباني.
- 19 يونيو – كازويا إيزومي لاعب كرة قدم ياباني.
- 19 يونيو – كوكي كازاما لاعب كرة قدم ياباني.
- 20 يونيو – ريوغا ساكيهارا لاعب كرة قدم ياباني.
- 21 يونيو – كازوما أوميناإي لاعب كرة قدم ياباني.
- 21 يونيو – كينجي مورياما لاعب كرة قدم ياباني.
- 23 يونيو – كازواكي مأواوتارو لاعب كرة قدم ياباني.
- 25 يونيو – يوسوكي إيشي لاعب كرة قدم ياباني.
- 26 يونيو – ناتسكي هاناي مؤدّي صوت ياباني.
- 29 يونيو – ماساتاكا نومورا لاعب كرة قدم ياباني.

### يوليو
- 2 يوليو – جون إيتشيموري لاعب كرة قدم ياباني.
- 6 يوليو – كينتو أونودرا لاعب كرة قدم ياباني.
- 6 يوليو – يوساكو ويوشيما لاعب كرة قدم ياباني.
- 8 يوليو – تاكورو أوهارا لاعب كرة قدم ياباني.
- 10 يوليو – توشيكي إيشيكاوا لاعب كرة قدم ياباني.
- 12 يوليو – توموكي كاميدا ملاكم ياباني.
- 13 يوليو – تاكوما أوكا لاعب كرة قدم ياباني.
- 15 يوليو – شوجو تانيجوتشي لاعب كرة قدم ياباني.
- 18 يوليو – ريو هيرادو لاعب كرة قدم ياباني.
- 19 يوليو – جون أمانو لاعب كرة قدم ياباني.
- 20 يوليو – كوجيرو شينوهارا لاعب كرة قدم ياباني.
- 20 يوليو – يوسوكي تاكيدا لاعب كرة قدم ياباني.
- 20 يوليو – يوسوكي تشاجيما لاعب كرة قدم ياباني.
- 24 يوليو – ريكو ماتسودا لاعب كرة قدم ياباني.
- 24 يوليو – ريكي ماتسودا لاعب كرة قدم ياباني.
- 26 يوليو – يوجي كاجيوارا لاعب كرة قدم ياباني.
- 27 يوليو – رينا ماتسوي مغنية يابانية.
- 27 يوليو – يوكي كوتاني لاعب كرة قدم ياباني.
- 28 يوليو – كازويا أوكازاكي لاعب كرة قدم ياباني.

### أغسطس
- 2 أغسطس – تاكويا سوغا لاعب كرة قدم ياباني.
- 2 أغسطس – هيكارو ميزونو لاعب كرة قدم ياباني.
- 5 أغسطس – ناوكي هارادا لاعب كرة قدم ياباني.
- 7 أغسطس – ليو أوساكي لاعب كرة قدم ياباني.
- 12 أغسطس – إيسامو ماتسورا لاعب كرة قدم ياباني.
- 17 أغسطس – شوهي موريياسو لاعب كرة قدم ياباني.
- 18 أغسطس – ماسايوكي توكوتاكي لاعب كرة قدم ياباني.
- 20 أغسطس – شو ياغيناما لاعب كرة قدم ياباني.
- 23 أغسطس – ميتسيتوري كودو لاعب كرة قدم ياباني.
- 27 أغسطس – يوسوكي ميورا لاعب كرة قدم ياباني.
- 28 أغسطس – ناوتو أندو لاعب كرة قدم ياباني.
- 29 أغسطس – ريوسوك شيراهاما لاعب كرة سلة ياباني.

### سبتمبر
- 1 سبتمبر – شوهي أكاساكي لاعب كرة قدم ياباني.
- 4 سبتمبر – كوهي شيمازاكي لاعب كرة قدم ياباني.
- 10 سبتمبر – يوتا هاشيمورا لاعب كرة قدم ياباني.
- 12 سبتمبر – كيسوكي ماينغيشي لاعب كرة قدم ياباني.
- 14 سبتمبر – كينجيرو أوجينو لاعب كرة قدم ياباني.
- 15 سبتمبر – كينجي كيتاواكي لاعب كرة قدم ياباني.
- 17 سبتمبر – رينا شيمامورا لاعب كرة قدم ياباني.
- 17 سبتمبر – ميناكو كوتوبوكي
- 23 سبتمبر – كوكي اريتا لاعب كرة قدم ياباني.
- 23 سبتمبر – كييا ناكامي لاعب كرة قدم ياباني.
- 24 سبتمبر – كازوتو ساكاموتو لاعب كرة قدم ياباني.
- 27 سبتمبر – ريو أوشيدا
- 28 سبتمبر – يوتو أونو لاعب كرة قدم ياباني.

### أكتوبر
- 3 أكتوبر – تاكويا كاكنيي لاعب كرة قدم ياباني.
- 4 أكتوبر – أكيرا توشيما لاعب كرة قدم ياباني.
- 4 أكتوبر – شونسوكي كيكوتشي لاعب كرة قدم ياباني.
- 5 أكتوبر – تاكاهيرو اوجيهارا لاعب كرة قدم ياباني.
- 7 أكتوبر – كاتسوهيرو هامادا لاعب كرة قدم ياباني.
- 9 أكتوبر – يوسوكي ميناغاوا لاعب كرة قدم ياباني.
- 11 أكتوبر – كوتارو نيشياما مؤدّي صوت ياباني.
- 15 أكتوبر – نوبويوكي شينا لاعب كرة قدم ياباني.
- 16 أكتوبر – دايكي أوغوا لاعب كرة قدم ياباني.
- 23 أكتوبر – ماسايا ياماموتو لاعب كرة قدم ياباني.
- 23 أكتوبر – ماكو أميرة أكيشينو
- 25 أكتوبر – شويا أندو لاعب كرة قدم ياباني.
- 27 أكتوبر – شوهي تاكاهاشي لاعب كرة قدم ياباني.
- 27 أكتوبر – ماساتو يوشيهارا لاعب كرة قدم ياباني.
- 28 أكتوبر – ميساكي يويمورا لاعب كرة قدم ياباني.
- 29 أكتوبر – ريوسوكي تاني لاعب كرة قدم ياباني.

### نوفمبر
- 3 نوفمبر – تيبي أوسوي لاعب كرة قدم ياباني.
- 3 نوفمبر – ماساتو ميدزكي لاعب كرة قدم ياباني.
- 6 نوفمبر – أتسوشي شيروتا لاعب كرة قدم ياباني.
- 6 نوفمبر – يوكا كوراموتشي تارينتو يابانية.
- 7 نوفمبر – هوكوتو شيمودا لاعب كرة قدم ياباني.
- 12 نوفمبر – يوتا كاتسوكاكي لاعب كرة قدم ياباني.
- 13 نوفمبر – ماساهيرو تيراأوكا لاعب كرة قدم ياباني.
- 15 نوفمبر – هيروكي ياماموتو لاعب كرة قدم ياباني.
- 16 نوفمبر – تومومي كاساي مغنية يابانية.
- 18 نوفمبر – هاياتو ناكامورا لاعب كرة قدم ياباني.
- 18 نوفمبر – هيروكي توداكا لاعب كرة قدم ياباني.
- 23 نوفمبر – كوهي إيسه لاعب كرة قدم ياباني.
- 25 نوفمبر – يوكو تاكاسا لاعب كرة قدم ياباني.
- 29 نوفمبر – هيدينوبو تاكاسو لاعب كرة قدم ياباني.
- 30 نوفمبر – أيإيتشي كاتاياما لاعب كرة قدم ياباني.
- 30 نوفمبر – واتارو إكيناغا لاعب كرة قدم ياباني.

### ديسمبر
- 8 ديسمبر – تايجيرو موري لاعب كرة قدم ياباني.
- 14 ديسمبر – أسوكي أوإيشي لاعب كرة قدم ياباني.
- 16 ديسمبر – كازوكي ناكساوا لاعب كرة قدم ياباني.
- 17 ديسمبر – جين إيزوميساوا لاعب كرة قدم ياباني.
- 18 ديسمبر – ناوكي ياغي لاعب كرة قدم ياباني.
- 19 ديسمبر – سوميري أويساكا
- 22 ديسمبر – تاكايوكي فوكومورا لاعب كرة قدم ياباني.
- 23 ديسمبر – ريوسوكي كاكغي لاعب كرة قدم ياباني.
- 23 ديسمبر – شويا كاميا لاعب كرة قدم ياباني.
- 25 ديسمبر – شو إيناغاكي لاعب كرة قدم ياباني.
- 25 ديسمبر – ماسانوري آبي لاعب كرة قدم ياباني.
- 30 ديسمبر – كرامي نارا لاعبة كرة مضرب يابانية.

## وفيات

### مارس
- 10 مارس – فوميو إيتو (مواليد 1939) متسابق دراجات نارية ياباني.

### مايو
- 26 مايو – كيصابيرو أوزاوا (مواليد 1910)

### يوليو
- 11 يوليو – هيتوشي إيغاراشي (مواليد 1947) كاتب ياباني.

### أغسطس
- 5 أغسطس – سويتشيرو هوندا (مواليد 1906)